# 도래울로
도래울로(Doraeul-ro)는 경기도 고양시 덕양구 도내동 휴로스센트럴302오피스텔 앞과 304-1 지번에 위치한 교차로를 잇는 도로이다. 도래울마을 중앙을 지나기 때문에 도래울로로 명명되었다.

## 연혁
- 2013년 10월 22일: 도로명으로 도래울로를 고시
- 2015년: 개통

## 주요 경유지
경기도
- 고양시 덕양구 (도내동)

## 주요 건물 및 시설
- 도래울중학교 (경기도 고양시 덕양구 도래울로 57)